# Fredrik Edfeldt
Per Fredrik Edfeldt, född 24 februari 1972 i Vallentuna, är en svensk regissör, manusförfattare och producent.
Edfeldt har läst filmvetenskap och masskommunikation vid Stockholms Universitet samt utbildat sig till regissör vid Stockholms Filmskola. Han är mest känd för långfilmsdebuten Flickan, som nominerades till Guldbagge i kategorierna regi och manus, samt vann en guldbagge för bästa foto. Edfeldt samarbetar med manusförfattaren Karin Arrhenius. 
Edfeldt har tre barn och levde tidigare tillsammans med Karin Arrhenius.

## Utbildning
- Filmvetenskap och masskommunikation vid Stockholms universitet
- Stockholms Filmskola

## Filmografi

### Regi
- 1999 – Hembesök (Kortfilm)
- 2001 – Barnsäng (Kortfilm)
- 2004 – Innesluten (Kortfilm)
- 2005 – Lite som du (TV-serie)
- 2006 – Vanya vet (Kortfilm)
- 2009 – Flickan
- 2013 – Faro
- 2017–2020 – Rebecka Martinsson (TV-serie)
- 2018 – Gråzon (TV-serie)
- 2025 – Vi på Saltkråkan (TV-serie)

### Manus
- 2001 – Barnsäng (Kortfilm)

### Producent
- 1999 – Hembesök (Kortfilm)